# Baldassare Galuppi
Baldassare Galuppi (keresztneve velencei kiejtés szerint Baldasare) (Burano, 1706. október 18. – Velence, 1785. január 3.) itáliai karmester, zeneszerző.

## Életpályája
Galuppi 1706-ban született Buranóban, a velencei lagúna torkolat egyik szigetén. Szülőhelyére utal beceneve is: „Il Buranello”. Apja borbély volt, de jól hegedült, és színházi zenekarokban is közreműködött. A zenébe ő vezette be a fiát. Gyermek- és ifjúkorában Velencében a színházak Antonio Lotti, Francesco Gasparini, Antonio Caldara, Giovanni Bononcini darabjait játszották. Gyakran látogatta ezeket a színházakat, így pótolta azokat a hiányosságokat, melyeket apjától zenei téren nem kaphatott meg. A színházban mindent kipróbálhatott: a csembalójátékot, a zeneszerzést és a vezénylést is. 1722-ben komponálta La fede nell incostanza ossia Gli amici rivali című operáját, amit még abban az évben bemutattak Chioggiában, de a darab megbukott. Zeneszerzést tanult Antonio Lottinál, és három év múlva írt két áriát az Il triomfo della virtu operához.
1726-tól Firenzében a Teatro della Pergola csembalistája volt. 1727-ben visszatért Velencébe, ahol megírta Gli odii delusi dal sangue című operáját a Teatro San Angelo számára, amelynek az igazgatója Antonio Vivaldi volt. 1729-ben, korábbi iskolatársával, Giovanni Battista Pescettivel együtt megírta a Dorindát a Theatro San Samuele számára. A bemutató komoly sikerrel járt, és ez indította el igazán Galuppi színházi karrierjét, és mintegy tíz operájának Velencében volt az ősbemutatója. Később más városok színházaitól is kapott megbízást, így Torino számára írta az Issipile és az Adriano in Siria című darabjait.
Galuppi a leghíresebb zeneszerzők sorába lépett, és 1740-ben kinevezték az Ospedale dei Mendicanti élére zenemesternek. Ebben az időszakban született néhány oratóriuma. Jean-Jacques Rousseau minden alkalommal ellátogatott Gallupi tanítványainak hangversenyére, és a komponista csodálójának számított. 1741-ben meghívták Londonba, hogy a Haymarketen lévő King's Theatre számára komponáljon operát. Két évig volt Angliában, és Scipion in Cartagena és Sirbace című darabjai sikert arattak. 1748-ban Bécsben aratott diadalt Demetrio és Artaserse című operáit, melyek Metastasio librettójára készültek. Ugyanebben az évben lett a velencei San Marco zenekarának másodkarmestere. Miután megismerkedett Carlo Goldonival, kezdetét vette a két művész két évtizeden át tartó együttműködése. Első közös operájuk a Gustavo primo re di Svezia volt, első vígoperájuk pedig az Arcadia in Brenta volt, amit Parmában Casanova is élvezettel hallgatott. Ebben az időben teljesedett ki Galuppi életműve, széles skálán dolgozott, a hangszeres zenétől az egyházi zenén, az opera buffán, a pásztor-meséken keresztül az oratóriumokig. Goldonin kívül Metastasio szövegkönyveit is feldolgozta.

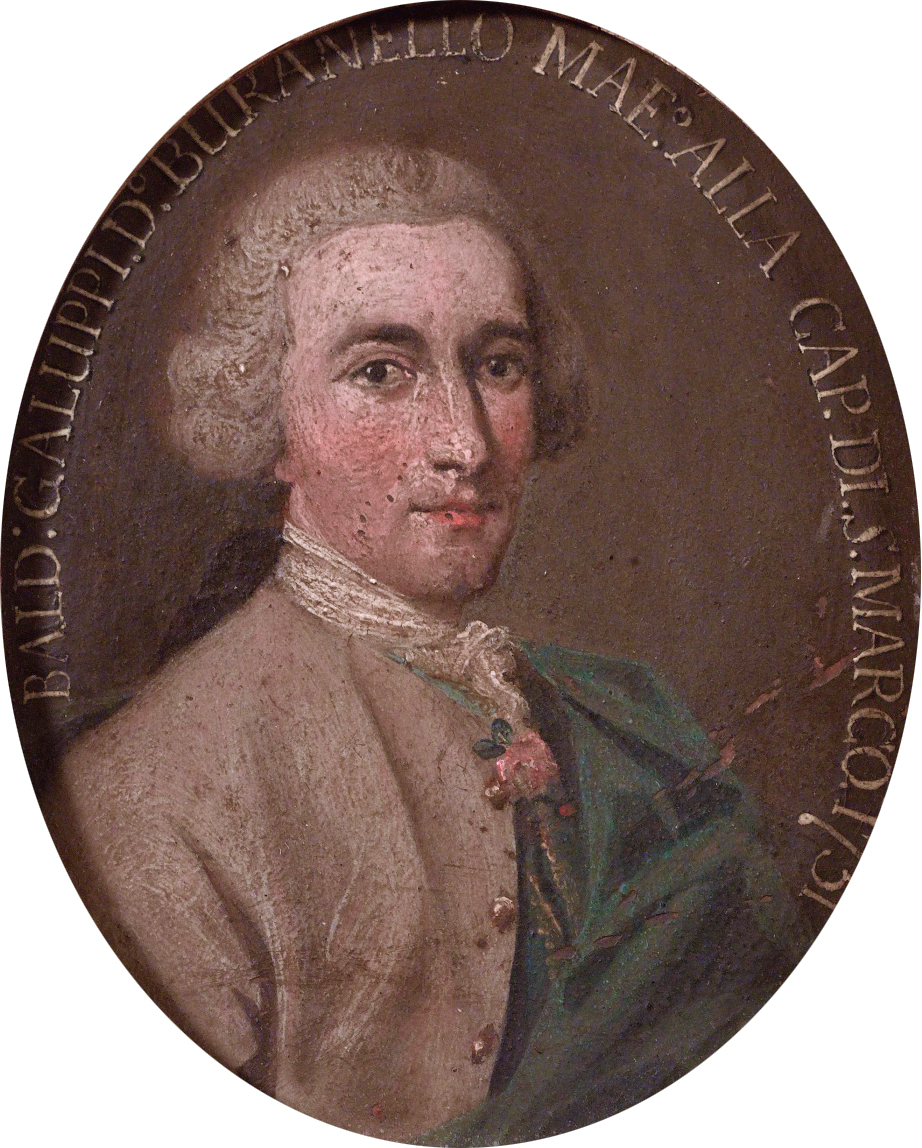
1750 k.

1762. április 22-én elődje, Giuseppe Saratelli halála után vezető karmesterré léptették elő (Goldoni ezen a napon elhagyta Velencét). Ekkor a zeneszerzőnek már több helyen volt karnagyi kinevezése, ezért operaszerzői tevékenysége visszaszorult. Sikerei csúcsán volt már, amikor 1765 és 1768 között II. Katalin orosz cárnő fogadta szolgálatába. Egyik fiával és két zenésszel utazott el Szentpétervárra, de útközben megállt Berlinben, ahol meglátogatta Carl Philipp Emanuel Bachot.
Galuppi három évnyi oroszországi tartózkodás után tért vissza Velencébe, és szakrális zenével kezdett foglalkozni. A Velencei Köztársaság egy-egy vendégét ekkoriban úgy tisztelte meg, hogy Galuppitól rendelt darabot, így az osztrák császár és 1782-ben VI. Piusz pápa látogatásakor is írt oratóriumot és egy Credót, amelynek nagy sikere volt, később a pápa Credójaként emlegették.
Galuppi ünnepelt szerzőként halt meg 1785. január 3-án a San Vidal negyedben lévő otthonában.

## Művei

### Operái
- La fede nell' incostanza ossia Gli amici rivali (Hűség a hűtlenségben, avagy A rivális barátok)
- Gli odi delusi dal sangue
- Issipile
- Adriano in Sira Torino, 1740
- Gustavo primo re di Svezia (I. Gusztáv, Svédország királya) Velence, 1740
- Didone abbandonata (Elhagyott Dido) Modena, 1741
- Penelope London, 1741
- Scipione in Cartagine London, 1742
- L'Olimpiade Milánó, 1747
- Demetrio Bécs, 1748
- Semiramide riconosciuta Milánó, 1749
- L' Arcadia in Brenta (Árkádia Brentában) Velence, 1749 (Carlo Goldini szövegére)
- Il conte Caramella (Caramella gróf) 1749 (Carlo Goldini szövegére)
- Il mondo della luna (A Holdbéli világ) Velence, 1750 (Carlo Goldini szövegére)
- Arcifanfano re de' matti (Arcifanfano a bolondok királya, Carlo Goldini szövegére)
- Il mondo alla roversa (A felfordult világ) Velence, 1750 (Carlo Goldini szövegére)irtuo
- Le virtuose ridicole Velence, 1752
- La calamità de' cuore Velence, 1753
- L'eroe cinese (A kínai hős) Nápoly, 1753
- Il filosofo di campagna (A vidéki filozófus) Velence, 1754 (Carlo Goldini szövegére)
- Le Nozze Bologna, 1755
- La Diavolessa (Az ördögasszony) Velence, 1755 (Carlo Goldini szövegére)
- Le Pescatrici Modena, 1756
- Ezio Milánó, 1757
- Ipermestra Milánó, 1758
- L'amante di tutte Velence, 1760
- Il caffé di campagna Velence, 1761
- Il Re pastore (A pásztorkirály) Párma, 1762 (Metastasio librettójára)
- Il marchese villano Velence, 1762
- La donna di governo Velence, 1764
- La camariera spiritosa Milánó, 1766
- Ifigenia in Tauride Szentpétervár, 1768
- Il villano geloso Velence, 1769
- Amor lunatico Velence, 1770
- L'inimico delle donne Velence, 1771
- Gl'intrighi amorosi Velence, 1772
- La serva per amore Velence, 1773
- La clemenza di Tito (Títusz kegyelme, Metastasio librettójára)

### Oratóriumai
- Il ritorno di Tobia (Tóbiás visszatérése)
- Misék

## Magyar nyelvű irodalom
- Lise, Giorgio – Eduardo Rescigno: A 18. századi opera Scarlattitól Mozartig. Ford. Tallián Tibor. Budapest, 1986. Zeneműkiadó. ISBN 9633306086